# Antonio Percassi
Antonio Percassi, född 9 juni 1953, är en italiensk entreprenör och före detta fotbollsspelare. Han är ordförande för den italienska fotbollsklubben Atalanta.

## Biografi
Antonio Percassi föddes 1953 i Clusone, Italien. Han är det yngsta av sex barn och debuterade som fotbollsspelare med Atalanta vid sjutton års ålder. Fotbollskarriären tog slut redan vid 23 års ålder och övergick i hans entreprenörsverksamhet.
1976 träffade han Luciano Benetton och ett år senare öppnade han den första Benetton-butiken i Bergamo. Det var början på hans verksamhet inom detaljhandeln och ett trettioårigt samarbete med familjen Benetton.
2010 blev Atalanta återigen en viktig del av hans liv, då han återvände för att bli ordförande klubben.